# Pavo, Georgia
Pavo är en ort i Brooks County, och Thomas County, i Georgia. Vid 2010 års folkräkning hade Pavo 627 invånare.